# Rhosus clavigera
Rhosus clavigera là một loài bướm đêm trong họ Noctuidae.